# Фејетвил (Охајо)
Фејетвил (енгл. Fayetteville) град је у америчкој савезној држави Охајо.

## Демографија
По попису из 2010. године број становника је 330, што је 42 (-11,3%) становника мање него 2000. године.
| Група             | 2000.       | 2010.       |
| Белци             | 370 (99,5%) | 324 (98,2%) |
| Афроамериканци    | 1 (0,3%)    | 1 (0,3%)    |
| Азијати           | 0 (0,0%)    | 0 (0,0%)    |
| Хиспаноамериканци | 0 (0,0%)    | 4 (1,2%)    |
| Укупно            | 372         | 330         |